# 九龍妖魔學園紀
『九龍妖魔學園紀』（くーろんようまがくえんき）は、アトラスより2004年9月16日に発売されたPlayStation 2用の學園ジュヴナイル伝奇ゲームソフト。東京魔人學園伝奇シリーズと世界設定を共有しており、監督・脚本は同シリーズと同じく今井秋芳が務めている。また、アトラスの學園ジュヴナイル伝奇と銘打たれた作品の第一作目で、以降2006年のペルソナ3へと続いている。
2006年9月28日にはいくつかの要素が追加された『九龍妖魔學園紀 re:charge』（― リチャージ）が発売され、2020年6月4日にはフルボイス化したNintendo Switch用ソフト『九龍妖魔學園紀 ORIGIN OF ADVENTURE』（― オリジン オブ アドベンシャー）がアークシステムワークスより発売された。ただしこちらにはre:chargeの追加要素は含まれていない。

## 作品解説

### ストーリー
世界中に点在する埋もれた「秘宝」を捜し求める冒険者、人はそれを「宝探し屋（トレジャーハンター）」と呼ぶ。
2004年。東京都新宿区にある全寮制高校、天香 （かみよし）學園。そこに転校生として現れた主人公の正体こそ、若き宝探し屋。學園の奥深くに隠された謎の「遺跡」を見出した彼は、學園で知り合った友たちを同行者 （バディ）として、超古代文明の残した謎と「秘宝」に迫っていく。しかし彼を妨げるものは、遺跡に待ち受ける数々の罠や、そこにうごめく「化人（けひと）」と呼ばれるバケモノだけでなく、學園を支配する「生徒会」の魔手であった。

### ゲームシステム
本作は東京魔人學園シリーズを製作したシャウトデザインワークスが世に送り出した新たな學園伝奇ジュヴナイルゲームである。もっともADV形式による學園での日常ドラマと、戦闘などの非日常部分の二部構成を一話とし、これの繰り返しで全体の物語を紡ぐという構造自体は魔人學園シリーズと変わらない。また、魔人學園シリーズの特徴であった感情入力システム（感情入力システムについては発案者の今井秋芳の項を参照）は本作においても引き継がれている。
その一方で魔人學園シリーズと大きく異なるのは、探索パートと呼ばれる非日常部分の仕様である。魔人學園では単に戦闘のみをSLG形式でおこなうものであったのに対し、本作では3DマップによるRPG形式で「遺跡」の探索を行い、謎を解き、トラップを解除しつつ、敵との戦闘を行っていく。
ADVパートにおけるドラマもさることながら、この探索パートのウェイトこそが本作の重要な部分を占めており、戦闘パートよりもドラマ部分の作品的な比重が重かった魔人學園シリーズとは逆の構成となっている。「遺跡」では1フロア進むごとにほとんど必ず何らかの仕掛け、罠、あるいは敵が配置され、仕掛けや罠に関してはその解除方法を、敵に対してはその弱点や有効な攻撃方法を模索し、これを解いていく。
また、資金を稼ぐための世界中の依頼人からの依頼（「クエスト」と呼ばれる）が簡単な暗号形式になっており、調合と呼ばれるシステムによって、學園や遺跡内で発見される多くの素材を元に新たなアイテムを合成したりできる。
ADVパートは各話の冒頭と帰結に置かれていて、探索パートがその間に挟みこまれる構造になっており、各話に登場するキャラクターが仲間になるかどうかは、その最後に判明する仕組みとなっている。

### シナリオ
『東京魔人學園伝奇』の主人公たちと異なり、本作の主人公は普通の人間であり特殊能力をもたない。プロの宝探し屋として、各種銃火器の取り扱いや格闘術、探索のノウハウなどについては鍛え上げられているものの、それはあくまで常人の到達しうる範囲内でのことに過ぎない。その「普通の人間」である主人公が、「人ならざる力」を与えられた敵に立ち向かい、これを退けて、彼らの心の呪縛を解いていくのが本作の主軸である。
すなわち異能の力が必ずしも万能ではなく、何かしらの枷に縛り付けられており、普通の人間である主人公こそがかえってその心を救いえる、というものである。これは、異能者の中でさらに特別な能力を持つ人物が主人公であった『東京魔人學園伝奇』と、テーマにおいて明確に異なった方向性を打ち出している。
但し、二周目以降の限定モードである「黄龍妖魔學園紀」においては、主人公が『東京魔人學園剣風帖』の主人公である緋勇 龍麻 に変更されるため、この方向性は当てはまらない（もっとも、緋勇は特別な能力を持つ「最強の魔人」といえる存在であるが、その「力」を使う場面はない）。

### 各話タイトル
タイトルはジュヴナイル小説から取ってきている。
- 1st. Discovery『謎の転校生』
- 2nd. Discovery『蜃気楼の少年』
- 3rd. Discovery『あの炎をくぐれ!』
- 4th. Discovery『明日への追跡』
- 5th. Discovery『星の牧場』
- 6th. Discovery『時をかける少女』
- 7th. Discovery『地獄の才能』
- 8th. Discovery『月光の底』
- 9th. Discovery『六番目の小夜子』
- 10th. Discovery『七瀬ふたたび』
- 11th. Discovery『ねらわれた学園』
- 12th. Discovery『夕ばえ作戦』
- Last Discovery『暁はただ銀色』

### 九龍妖魔學園紀 re:charge
- 追加された要素
  - 新規バディ
  - 新規アイテム、及びそれに伴う調合リスト
  - 追加クエスト依頼人
  - 自動生成型の新ダンジョン「蝶の迷宮」
  - 各話終了後にアドベンチャーパート追加
  - シナリオブック下巻で描かれていた真のエピローグ「遠くはるかに」
  - ブロードバンド（映像特典）

本編は無印同様にプレイ可能だが、無印のクリアデータの引継ぎはできない。

## 登場人物
担当声優はPS2版 / Switch版の順番に表記。特に記載がない場合は同一のキャスト。

### 主要人物
葉佩 九龍（はばき くろう）
本作の主人公。3年C組に珍しい時期に転校してきた少年。その正体は、世界各地に存在する超古代文明の遺跡から「秘宝」を入手することを目的とする組織「ロゼッタ協会」に属するトレジャーハンターである。
本作の特徴のひとつは主人公のプロフィールが非常に詳細に設定できることであり、誕生日・血液型・出身地・身長・体重・視力・所属クラブ・得意科目に至るまでを自由に定めることができるが、性別は男性で固定されており、変更はできない。
才能溢れる若きトレジャーハンターであるという事以外は明確な経歴を持たず、また、特別な力を持っているわけでもないが、様々な武器を駆使して遺跡から「力」を与えられた魔人達と対等以上に渡り合う。遺跡に関わる、ある重要な人物の名前の一部を苗字に持つが関係は定かではない。
緋勇 龍麻（ひゆう たつま）
条件を満たすと、『東京魔人學園剣風帖』の主人公である緋勇龍麻が、とある勘違いからトレジャーハンターとして送り込まれてしまうというストーリーの隠しモードをプレイできる（その際タイトルが変化し、「黄龍妖魔學園紀」となる）。
『九龍妖魔學園紀』の時代設定が『東京魔人學園剣風帖』の数年後という事もあり、高校生よりは年上の外見と見られる。初期状態で強力な武器が手に入ったり、多くのポイントをステータスに振り分けられ、更にJADEが無条件でバディになる等の特典がある。会話の細部やエンディングが微妙に変化するといった調整はされているが、基本的なストーリーや遊び方は変わらない。
八千穂 明日香（やちほ あすか）
声 - 今泉文乃
3年C組。4月29日生まれ、O型。テニス部所属。得意科目は体育。愛称は「やっちー」。好きな食べ物はハンバーガー。二つのお団子に結い上げた髪と眼の下のほくろが特徴的な、元気で快活、人懐っこい少女。一般人のはずだが、そのラケットから繰り出されるスマッシュは化人たちを軽くなぎ倒す威力を持っている。監督曰く、あくまでその世界の一般的女子高生テニスプレイヤーレベルであるという。
攻撃手段としてのスマッシュの他、敵の射撃攻撃を反射するスキルを持つ。
皆守 甲太郎（みなかみ こうたろう）
声 - 浜田賢二
3年C組。4月12日生まれ、B型。帰宅部。得意科目は生物。カレーをこよなく愛する。常にラベンダーの香りのアロマパイプをくわえ、怠惰で気だるげな態度を取る「不健康優良児」。だがその無気力そうな姿勢は、彼のある隠された過去に結びついているものである。面倒ごとに加わるのを嫌がるが、毎回主人公と八千穂に巻き込まれて事件の渦中へ引きずり込まれる。
敵の正面からの攻撃を回避するスキルに長ける。また彼のみ、ストーリーが進行することで所持スキルが変化する。
『電撃PlayStation』では最終話でのイベント条件の厳しさ故か「裏ヒロイン」と称されていた。
白岐 幽花（しらき かすか）
声 - 永迫舞
3年C組。1月26日生まれ、A型。美術部所属。得意科目は美術。好きな食べ物はサラダ。どこか近寄りがたい神秘的・幻想的な雰囲気をまとう美少女で、「遺跡」に挑む主人公に対し謎めいた言葉をかける。本作の重要な鍵を握る存在の一人。床まで届きそうな長い黒髪と、その身にまとう鎖が特徴。関連本によるキャラクターデザイナーのコメントで、下着を着用していない疑惑がある。
HPを回復するスキルが使える他、高確率で敵の呪い攻撃を無効化する。

### 一般生徒および學園関係者
雛川 亜柚子（ひなかわ あゆこ）
声 - 堀江由衣
9月20日生まれ、O型。3年C組の清楚で優しく美しい担任教師。状況に流される他の教師たちとは異なり、情熱を持って學園のことを考えている。とあるイベントで手作りのオレンジスコーンをくれることがあり、それが深く印象に残ったプレイヤーの間では「オレスコ先生」と称されていることもある。
戦闘ではチョークを投げて攻撃する。また、彼女をバディにすることで、Lvアップ時の学科スキル割り振り量が増加する。
夕薙 大和（ゆうなぎ やまと）
声 - 高瀬右光
3年C組。9月1日生まれ、柔道部所属。得意科目は技術。好きな食べ物はビフテキ。頑健で屈強そうに見える偉丈夫だが、外見に反し病弱。海外に行っていたことがあり、他のクラスメートよりも2歳年上である。超常的な物事に対して過剰とも思える拒否反応を示す。皆守とは、互いに腹に一物抱える存在であることを知りつつも、そ知らぬ顔で牽制しあう関係。
ノックバック効果のある攻撃スキルの他、ターン終了時のAPを消費してHPを回復させることができる。
七瀬 月魅（ななせ つくみ）
声 - みなのふうこ / 増田ゆき
3年A組。4月23日生まれ、A型。文学部所属。得意科目は歴史。好きな食べ物は明太子。「古人曰く」を口癖として名句を引用することが好きな、真面目でおとなしい少女。大の読書家でその知識は膨大かつ詳細、特に古代史や超常現象に関しては他者の追随を許さない。
手に持った本で敵を吹き飛ばす攻撃スキルの他に、取得経験値を増加してくれる貴重な能力を持つ。
黒塚 至人（くろづか しびと）
声 - 石田彰
3年D組。11月2日生まれ、O型。遺跡研究会（通称石研）所属。得意科目は地学。好きな食べ物はイクラ丼。一見セミロングの美形だが、石や鉱物に関して一途で異様なまでの愛情を燃やす変わった少年。変人ではあるが、その突き抜けた異才ぶりは他者の一目置くところとなっている。
主人公か敵に対してランダムな効果をもたらすスキルを持つ。また、敵からのアイテム取得確率が増加するので、レアアイテム集めの際には重宝する。
響 五葉（ひびき いつは）
声 - 榊原ゆい（旧・雛野まよ）
2年A組。10月13日生まれ、演劇部所属。得意科目は音楽。好きな食べ物はオレンジ。ウサギを思わせる気弱でおとなしい少年。生まれ付いて身に備わった、高周波を帯びた声の「力」の扱いに怯えながら生きてきたため、常にマスクをしている。しかし、公式サイトでのイラストではマスクをしていない。
声による広範囲の音波攻撃を使うことができる。
劉 瑞麗（りゅう るいりー）
声 - 高森奈緒
2月9日生まれ、B型。中国出身の天香學園の保険医兼カウンセラー。名前の正式な読みは「ソイライ」で、「ルイリー」は愛称。生徒たちからは「ルイ先生」という愛称で呼ばれている。凛とした物腰で大人の雰囲気を持つ美女。好きな食べ物は唐揚。『東京魔人學園剣風帖』の登場キャラクター・劉弦月の姉である。
螺旋状に練った「氣」を発動して攻撃する他、状態異常を自動的に回復するスキルを持つ。
舞草 奈々子（まいくさ ななこ）
声 - 大塚麻恵 / 吉住梢
9月3日生まれ、B型｡天香學園内に出店しているファミリーレストラン「マミーズ」のウェイトレス。好きな食べ物はカニすき。おしゃべりで落ち着きがないが、仕事に対しては真面目に取り組んでいる。恋バナや學園内の噂話に目がない。
熱々の特製ピザを投げて攻撃する他、ある条件の下一定確率でAPを回復させるスキルを持つ。
境 玄道（さかい げんどう）
声 - 樫井笙人
7月25日生まれ、O型。天香學園の校務員兼売店の店主。好きな食べ物はプリン。覗きやスカートめくりなど、女生徒たちに対するセクハラの常習犯。しかし、とぼけたその風貌と裏腹にある秘密を持つ。酒井勝軍の末裔という設定。
威力は比較的低いものの攻撃スキルを持ち、また探索中の歩数に応じてアイテムを供給してくれる。

### 「生徒会」執行委員
取手 鎌治（とりで かまち）
声 - 加瀬康之
3年A組。3月3日生まれ、バスケ部所属。得意科目は音楽。好きな食べ物はオムレツ。異様に長い腕を持つ繊細で内気な少年。ピアノの名手であり、聴覚に優れる。自分の手から他者の精気を吸い取る「力」を与えられ、主人公たちの前に最初に立ちはだかる。
彼を始めとした「生徒会」執行委員たちは、普段は一般生徒の中に紛れて學園内の人間を監視しており、學園の規則に違反した者を「生徒会」の名の下に罰する権限を持つ。
敵のHPの一部を吸収するスキルを所持。また敵の背面からの攻撃を一定確率で軽減してくれる。
椎名 リカ（しいな リカ）
声 - 松来未祐 / 朝日奈丸佳
3年A組。9月14日生まれ、「リカ研究会」と言う自らのファンクラブを主宰。実際に生徒たちの人気は高いが、同クラブへの入会審査は非常に厳しいらしい。名前は漢字で書くと「梨花」。ゴスロリ風に改造した制服をまとう、人形のように可憐な少女。幼さゆえの純粋さと残酷さを併せ持つ。得意科目が化学ということもあり、爆発物の知識に長け、また、分子を振動させてあらゆる物を爆発させる「力」を持つ。好きな食べ物はキャラメル。
攻撃スキルは爆弾投げ。戦闘開始時に爆破属性の攻撃力と効果範囲を増加させてくれるが、彼女自身の爆弾攻撃スキルは強化されない。
朱堂 茂美（すどう しげみ）
声 - 坪井智浩
3年B組。9月30日生まれ、陸上部所属。愛称は「すどりん」。得意科目は美術。好きな食べ物は馬刺し。巨大な顔面を持つ俊足のオカマ。イロモノキャラだが、美に対する追求心は真摯であり人一倍。ある意味では、誰よりも一途に夢を追い続けている人物でもある。狙ったものを必ず射抜く「力」を持ち、機械のような精密さでダーツを投げる。
ダーツによる攻撃の他、主人公の移動時の消費APを軽減してくれるため、戦闘時の行動幅を大きく広げることができる。
肥後 大蔵（ひご たいぞう）
声 - 津村まこと
3年D組。7月22日生まれ、デジタル部（通称デ部）所属。得意科目は生活。好きな食べ物はポテトチップス。巨大な肥満体と、それに反する可愛い顔と声を持つ少年で、「でしゅ」という口調で話す。愛玩動物的に女性からは人気がある。ウィルスを撒布し、他者の生命力を減衰させる「力」を持つ。
あらゆる方向からの攻撃のダメージを一定割合で軽減してくれる他、敵から経験値を吸収するスキルを持つ。
真里野 剣介（まりや けんすけ）
声 - 小上裕通
3年B組。7月28日生まれ、剣道部所属。得意科目は倫理。好きな食べ物は白米。片目を黒い眼帯で隠している。一人称を「拙者」という時代がかった物言いと出で立ちの剣士。万物に存在する緩みを見極め、すべての物を斬り裂く「原子刀」の「力」を持つ。武士道精神を重んじる律儀でストイックな性格だが、とある事情から七瀬に想いを寄せることになる。
原子刀による攻撃の他、主人公の近接武器ダメージを増加させてくれる。
墨木 砲介（すみき ほうすけ）
声 - 関口英司
3年D組。1月23日生まれ、GUN部所属。得意科目は技術。好きな食べ物はホットドッグ。視線恐怖症のためガスマスクに素顔を隠しているミリタリーマニア。空気中から鉛を集め無限に銃弾を精製する「力」を持ち、銃器の扱いに長ける。高い所と亀が苦手。
自作の改造拳銃による銃撃と、主人公の銃火器の弾薬が切れた際に一定確率で自動リロードを行う。この時、APも弾薬も消費せずに済む。
トト・ジェフティメス
声 - 坪井智浩
3年A組。10月10日生まれ、タロット研究会所属。得意科目は数学。好きな食べ物は寿司。異国ゆえの孤独に苦しむエジプトからの留学生で、微妙におかしな日本語を使う。物語序盤に登場する老商サラーの息子。磁力を操る「力」の持ち主。
エリア内のすべての敵のAPを減少させるスキルを有する。また一定確率で敵の攻撃を無効化する。

### 「生徒会」役員
阿門 帝等（あもん ていと）
声 - 上田燿司（旧・上田陽司）
3年A組。8月7日生まれ。「生徒会」会長にして、天香學園のすべてを掌握し支配する男。威圧感溢れる長身に漆黒のロングコートを身にまとい、生徒たちから畏怖されている。阿門家は屋敷が學園の敷地内にあるだけでなく、代々「生徒会」会長の役職を受け継いでおり、「生徒会」の中でも「遺跡」とひと際深い関係を持つ。
神鳳 充（かんどり みつる）
声 - 川鍋雅樹
3年B組。1月24日生まれ、弓道部所属。得意科目は物理。好きな食べ物は塩焼き。「生徒会」会計であり、阿門の腹心である冷静沈着な男。霊を操る霊媒師の「力」を持ち、また弓術の達人でもある。開いているかいないか判らない細い目が特徴。授業にはあまり出席していないものの、學園一の秀才と言われている。
双樹 咲重（ふたき さきえ）
声 - 小池亜希子
3年A組。11月5日生まれ、水泳部所属。得意科目は保健。好きな食べ物は杏仁豆腐。「生徒会」書記。妖艶かつセクシーな美貌を誇り、そのスリーサイズは、キャラクターデザイナーのコメントによるとB111.1/W55.5/H88.8。阿門に対しては一途なまでの忠誠を誓っている。香りを操って他者の記憶や精神を意のままに操る「抱香師」の「力」を持つ。
夷澤 凍也（いざわ とうや）
声 - 新垣樽助
2年A組。6月18日生まれ、ボクシング部所属。得意科目は数学。好きな飲み物はミルク。「生徒会」副会長補佐（但し、本人は副会長が誰か知らない）。下剋上を狙う野心溢れる少年だが、阿門たちからは「所詮は小者」と見られており、実務上も「生徒会」における彼の立場は雑用係に近い。また響五葉とはクラスメートで、いつも気の弱い彼のフォローをする羽目になる。音速の拳を繰り出し相手を凍りつかせる「力」を持つ。
生徒会副会長
普段はおろか「生徒会」の役員会にも顔を出さない謎の生徒。その正体を知るのは、夷澤を除いた「生徒会」役員のみ。

### 學園関係者以外の人達
鴉室 洋介（あむろ ようすけ）
声 - 樫井笙人
12月25日生まれ、B型。天香學園に潜入調査を行っている私立探偵。ヒーロー特撮物にかぶれており、軽薄でお調子者に見えるが、隠された裏の顔を持つ。好きな食べ物はカツ丼。東京魔人學園伝奇シリーズの『妖都鎮魂歌』にも登場する。
JADE
声 - 関口英司
主人公が武器弾薬等を購入する通販ショップ、『Shadow of Jade』の若き店主。忍び装束に身を包み、水を操る「力」を持つ。その正体は『東京魔人學園剣風帖』に登場するある人物。なお、JADEとは「翡翠」の意。

### その他の人物
千貫 厳十郎（せんがん げんじゅうろう）
声 - 秋元羊介
天香學園内にあるバー「九龍」のマスター。阿門家の執事でもあり、阿門を育て上げた。丁寧な物腰ながら海千山千の老練さがうかがえる。境玄道とは犬猿の仲。re:chargeではバディとなる。
ファントム
声 - 不明
仮面とマントを身につけて天香學園の暗部に跳梁する謎の人物。生徒たちの「生徒会」に対する反感を煽り、何事かを企む。
喪部 銛矢（ものべ もりや）
声 - 加瀬康之
主人公に次いで天香學園に現れた転校生。自らを高貴な存在とし、他者を嘲弄する気障な男。天香學園遺跡に眠る「秘宝」に興味を持っているが、その素性と正体にはある秘密がある。
小夜子（さよこ）、真夕子（まゆこ）
声 - 新谷さや香 / 不明（小夜子）、榊原ゆい（旧・雛野まよ）（真夕子）
折に触れて主人公の前に幻のように現れ、「遺跡」に関し囁きかける謎めいた二人の少女。re:chargeではバディとなる。
老商サラー
声 - くわはら利晃
エジプトのヘラクレイオンの遺跡を案内する老人で、トトの父親。左目を失明している。探索パートのチュートリアルである序盤のへラクレイオンの遺跡でのみバディを務めるが、re:chargeでは天香學園遺跡でもバディとなる。
マダム・バタフライ
声 - 田中美奈子 / 浅川悠
天香學園遺跡の中にいる蝶が姿を変える謎の美女。敵のドロップアイテムやレア料理アイテムと弾丸・オーパーツを交換してくれる。re:chargeではバディとなる。
マッケンゼン
声 - 高瀬右光
秘宝の「力」で世界を牛耳ろうと企む武装組織「レリック・ドーン（秘宝の夜明け）」に所属するドイツ人トレジャーハンター。武器はパンツァーファウスト。凶暴かつ残忍な性格で、「挽肉製造機（フライシュヴォルフ）」の異名を持つ。天香學園遺跡の秘宝を奪うため、部隊を率いて學園を襲う。
江見 睡院（えみ すいいん）
本編より十代前の「生徒会」の時代に天香學園遺跡に潜入したトレジャーハンター。潜入後の消息は不明。「遺跡」の各所で後続の者の為に彼が残したメモを拾うことが出来る。

### ロックフォード・アドベンチャー
スペンサー・ロックフォード
ゲーム内でプレイできるミニRPG「ロックフォード・アドベンチャー」の主人公。1925年のロンドンで探偵業を営んでいるトレジャーハンター。考古学を学んだ大学時代の友人の娘タニスを救うため、エジプトで発見された古代都市へラクレイオンの遺跡を探索することになる。
ゲームの時代設定から約80年後の本編の時代では既に鬼籍に入っているが、ギルドサイトのハンターランキングの1位に彼の名を見る事となる。
タニス・ハワード
秘宝の鍵を持つため謎の組織に狙われることになった娘。父の最後の言葉に従い、ロックフォードの元へ訪れた。ゲーム本編では登場しない。
シュミット
ロックフォードの大学時代の同級生で、古代の秘宝を狙う人物。黒づくめの武装組織「ピース・イン・ブラック」を率い、我欲のために秘宝を手に入れようとする。
後に「ピース・イン・ブラック」を発展させた組織が本編で登場する「レリック・ドーン」であり、シュミット本人もある場面で登場する。
サラー
シュミットらに拉致され、親を強制労働させるための人質にされたエジプト人の子供の一人。本編における老商サラーその人。

## 主題歌
エンディングテーマ「アオキキヲク」
作詞：今井秋芳 / 作曲・編曲：新田高史 / 歌：喜多村英梨

## 関連商品

### サウンドトラック
- 九龍妖魔學園紀 サウンドトラック（2005年2月25日発売） FCCT-27
- 九龍妖魔學園紀 サウンドトラック〜失われた第三のディスク（2006年12月22日発売） HANT-0999

### ドラマCD
本作は2005年9月22日に第一巻、2005年10月21日に第二巻の二巻構成で、フロンティアワークスよりドラマCDが発売されている。物語は、天香學園の学園祭の最中に発生した謎の事件を追う推理ドラマ形式。本編中ではパートボイスでしかなかったキャラクターたちが会話を交わし、またボーナストラックにはそれぞれミニドラマが収録されている。

### シナリオブック
本作は2004年12月12日に上巻、2004年12月24日に下巻の上下巻構成で、新紀元社よりシナリオブックが発売されている。収録内容は、ゲーム本編のシナリオと書き下ろし追加シナリオ（後述）、主人公に先行する探索者が残した「睡院メモ」、依頼人からの手紙である。ただしシナリオの中でも、キャラクターとの会話が介在しない、「遺跡」内での純粋な謎解き部分は省略されている。
感情入力システムを採用する本作には、シナリオ上の分岐が数え切れないほど存在する。これを書籍形式にまとめるにあたって、ゲームブック類似の形式が採用された。感情入力が要求されるシーンでは、9つの感情ごとにパラグラフを細かく区切ってセリフを記述している（ただしゲームブックと異なりパラグラフの並びはバラバラではない）。
書き下ろしの追加シナリオとして、エピローグが用意されている。事件が終わった後「ロゼッタ協会」より新たな任務を与えられた主人公が、親しい仲間に別れを告げ、再会を約して旅立っていくという内容である。

### スペシャルDVD
2007年6月29日発売「九龍妖魔學園紀 re:charge 《ロゼッタ協会》極秘ファイル　皆神山の謎を追え!!」
実在の皆神山を舞台にしたDVDプレイヤーズゲーム・イベント（大天香祭とピラミッド祭）のダイジェスト映像・本作に出演した声優インタビュー・re:chargeに収録された映像特典出演者による本作用新作映像を収録。
初回封入特典はロゼッタちゃんとハントくんのトレーディングカード2枚。
制作は株式会社キックファクトリー。販売はフロンティアワークス。

## 九龍待受H.A.N.T
アトラスの携帯電話用公式サイトで配信されているウェブゲーム。天香學園の生徒となって、他のキャラクターと交流を深めることで携帯電話用の待受画像を入手していく。登場キャラクターは皆守甲太郎、八千穂明日香、七瀬月魅、白岐幽花、取手鎌治の5人。
登校し、会話をしたいキャラクターを選択すると、何らかの話題を振ってくるため、愛、悲、燃、怒の4つの感情から適切と思われる1つを選択する。上手く相手と交流を深めることができると待受画像を入手できる。一度入手した画像は「手帳確認」で閲覧することができる。画像は各キャラクターにつき15種類。ただし、1日に会話をできるのは2人までで、次は翌日まで待たないとアクセスはできない。